# Traité d'Arras (1579)
Pour les articles homonymes, voir Traité d'Arras.
Le traité d'Arras du 17 mai 1579 est conclu entre les provinces et villes des Pays-Bas signataires de l'union d'Arras (6 janvier 1579) et Philippe II, roi d'Espagne et souverain des Pays-Bas, représenté par le gouverneur général Alexandre Farnèse. Les signataires néerlandais de ce traité sont le comté d'Artois, le comté de Hainaut et les villes d'Arras (comté d'Artois), de Douai, de Lille (comté de Flandre) et d'Orchies. 
Le traité est dirigé contre les signataires de l'union d'Utrecht du 23 janvier 1579, qui rassemble les opposants à Philippe II et au gouverneur général, parmi lesquels se trouve la ville de Valenciennes (comté de Hainaut).

## Contexte

### Les Pays-Bas des Habsbourg
Le contexte institutionnel est l'entité politique dite Pays-Bas des Habsbourg (ou Dix-Sept Provinces), ensemble de fiefs du Saint-Empire (le cercle de Bourgogne) rassemblé pour l'essentiel par les ducs de Bourgogne au XVe siècle et échu  en 1482 à la maison de Habsbourg : d'abord le duc Philippe le Beau, petit-fils de Charles le Téméraire, puis son fils Charles (empereur Charles Quint et roi d'Espagne Charles Ier), puis son petit-fils Philippe (roi d'Espagne Philippe II).  
Le contexte politique est l'insurrection des Pays-Bas contre Philippe II, commencée en 1568 sous la direction du prince Guillaume d'Orange, à l'époque du gouvernorat de Ferdinand Alvare de Tolède, duc d'Albe, après les troubles de 1566-1567 (révolte des Gueux et furie iconoclaste).

### L'insurrection des Pays-Bas jusqu'à la bataille de Gembloux (1568-janvier 1578)
Après un échec en 1568, l'insurrection s'établit solidement en Hollande à partir de 1572 (prise de La Brielle par les gueux de mer). Le duc d'Albe est rappelé en 1573. À la mort de son successeur, Luis de Requesens (mars 1576), le poste de gouverneur reste vacant pendant plusieurs mois : les Pays-Bas sont alors gouvernés par le Conseil d'État, puis par les États généraux convoqués à la suite du coup d'État du 4 septembre instaurant la république de Bruxelles. 
C'est dans cette situation qu'a lieu le sac d'Anvers par les troupes espagnoles non soldées (4-7 novembre 1576), qui a pour conséquence le rassemblement de toutes les provinces pour faire face à l'insécurité (pacification de Gand du 8 novembre, puis union de Bruxelles). Le nouveau gouverneur général, Juan d'Autriche (demi-frère de Philippe II), mal accueilli par les États généraux à la fin de 1576, se réfugie à Namur (mai 1577). 
En décembre, il reçoit des renforts commandés par Alexandre Farnèse (neveu de Juan et de Philippe). En janvier 1578, il bat l'armée des États généraux à Gembloux. 

### Formation de l'union d'Arras et de l'union d'Utrecht
Tout en poursuivant les opérations militaires contre les insurgés, il s'efforce ensuite d'obtenir le ralliement des catholiques inquiets de l'emprise calviniste sur certains territoires (notamment à Anvers). Quand il meurt le 1er octobre 1578, Alexandre Farnèse prend sa succession. Le 6 janvier, il remporte un succès diplomatique majeur lorsque l'Artois, le Hainaut et quelques villes catholiques, forment une ligue loyaliste, l'union d'Arras, se détachant du front formé en 1576. 
Mais en réponse, d'autres provinces et villes, plus nombreuses, forment l'union d'Utrecht (23 janvier).